# Iwane Dżawachiszwili
Iwane Dżawachiszwili (gruz. ივანე ჯავახიშვილი, ur. 30 marca?/11 kwietnia 1876 w Tyflisie, zm. 18 listopada 1940 tamże) – gruziński historyk i językoznawca, jeden z założycieli pierwszego gruzińskiego uniwersytetu i jego dwukrotny rektor (1919–1923, 1923–1926), od 1938 roku członek Rady Najwyższej Gruzińskiej Socjalistycznej Republiki Radzieckiej. Jego imieniem nazwano Tbiliski Uniwersytet Państwowy.

## Życiorys
Iwane Dżawachiszwili urodził się 11 kwietnia 1876 roku w Tbilisi .
W 1895 roku ukończył Pierwsze Gimnazjum w Tbilisi i podjął studia na Wydziale Studiów Wschodnich Petersburskiego Uniwersytetu Państwowego, gdzie specjalizował się w języku gruzińskim, ormiańskim i farsi . Studia ukończył w 1899 roku, a w 1901 roku wyjechał kontynuować edukację na Uniwersytecie Humboldtów w Berlinie . W 1902 roku wraz z Nikołajem Marrem (1865–1934) prowadził badania średniowiecznych gruzińskich manuskryptów w klasztorze Świętej Katarzyny na Synaju .
W latach 1903–1917 pracował jako wykładowca (Privatdozent ) na uniwersytecie w Petersburgu, gdzie prowadził badania i pisał wielotomową Historię narodu gruzińskiego oraz prace dotyczące m.in. gruzińskiego prawa, paleografii, historii Gruzji i Kaukazu . W 1906 roku obronił pracę magisterską Государственный строй древней Грузии и древней Армении (tłum. System polityczny starożytnej Gruzji i starożytnej Armenii), uzyskując tytuł magistra filologii armeńsko-gruzińskiej . W 1917 roku został docentem .
W tym samym roku, po wybuchu rewolucji, wrócił do Tyflisu, gdzie był jednym z inicjatorów utworzenia gruzińskiego uniwersytetu . Uniwersytet Gruziński utworzono 26 stycznia 1918 roku . Jego pierwszym rektorem został Petre Melikiszwili (1850–1927), a Dżawachiszwili został dziekanem Wydziału Filozofii . Dwukrotnie (w 1919 i w 1923 roku) był wybierany rektorem uczelni. Podczas drugiej kadencji był atakowany przez władze radzieckie i związanych z nimi naukowców, za swoje niezgodne z marksizmem poglądy historyczne . Został odwołany ze stanowiska rektora 23 czerwca 1926 roku .
W latach 1926–1931 kierował zakładem Historii Gruzji, a od 1933 do 1935 roku zakładem Historii Starożytnej . W 1935 roku uzyskał tytuł doktora nauk historycznych . 10 kwietnia 1936 roku, po kolejnej serii ataków, wysłał do komisarza ludowego list informujący o swojej rezygnacji z pracy na uczelni . Od 1937 roku prowadził Muzeum im. Szoty Rustaweliego . W 1938 roku został wybrany członkiem Rady Najwyższej Gruzińskiej Socjalistycznej Republiki Radzieckiej .
W latach 1937–1940 poprowadził wyprawę archeologiczną do Mcchety . Był jednym ze współautorów podręcznika Historia Gruzji, opublikowanego w 1943 roku, za co autorzy otrzymali nagrodę państwową . Brał udział w tworzeniu Akademii Nauk gruzińskiej SRR i miał zostać jej pierwszym prezydentem .
18 listopada 1940 roku zmarł nagle podczas prowadzenia wykładu wskutek ataku serca . Został pochowany 21 listopada tego roku w ogrodzie uniwersyteckim .

## Członkostwa, nagrody i odznaczenia
- 1937 – Order Czerwonego Sztandaru Pracy[2] [3]
- 1939 – członek Akademii Nauk ZSRR[2] [3]
- Nagroda Stalinowska (pośmiertnie)[4]

## Upamiętnienie
W 1989 roku Tbiliski Uniwersytet Państwowy został nazwany jego imieniem .